# Deutsches Zentrum für Lehrkräftebildung Mathematik
Das Deutsche Zentrum für Lehrkräftebildung Mathematik (DZLM) ist eine bundesländerübergreifende, zentrale Anlaufstelle für die Lehrkräftefortbildung im Fach Mathematik in Deutschland. Seit 2021 ist es ein Projekt der Abteilung Fachbezogener Erkenntnistransfer (FET) am Leibniz-Institut für die Pädagogik der Naturwissenschaften und Mathematik (IPN) in Kiel.
Die Hauptgeschäftsstelle befindet sich an der Professional School of Education der Humboldt-Universität zu Berlin, weitere Standorte sind in Dortmund und Potsdam.
Das DZLM entwickelt forschungsbasierte Fortbildungsprogramme für Mathematiklehrkräfte, frühpädagogische Fachkräfte und Multiplikatoren. Es arbeitet mit einem Netzwerk von 12 deutschen Hochschulen und dem IPN Kiel sowie mit Landesinstituten und Bildungsinstitutionen der Bundesländer zusammen.

## Geschichte
Das DZLM wurde 2011 von der Deutschen Telekom Stiftung auf Empfehlung des Expertengremiums Mathematik entlang der Bildungskette initiiert. Ziel war es, bundesweit und schulstufenübergreifend Forschungsergebnisse zur Lehrkräftefortbildung zu bündeln und neue zu generieren. Diese sollen für die Entwicklung, Durchführung und weitere Erforschung konkreter Fortbildungskonzepte und Fortbildungsmaterialien genutzt werden. Die fachdidaktischen Grundlagen entwickelten Vertreter aus der Mathematikdidaktik, der Mathematik und der Bildungsforschung von sieben Hochschulen unter Federführung der Humboldt-Universität zu Berlin.
Gründungs- und erster Direktor war der Schweizer Mathematiker und damalige Präsident der Deutschen Mathematiker-Vereinigung (DMV) Jürg Kramer. Als Gründungsdirektor leitete er das DZLM-Netzwerk über zehn Jahre und war maßgeblich daran beteiligt, das DZLM als Teil des Leibniz-Instituts für die Pädagogik der Naturwissenschaften und Mathematik (IPN) zu verstetigen.
Seit Anfang 2021 setzt das DZLM seine Arbeit unter dem Dach des IPN fort. Das Kieler Leibniz-Institut richtete dafür die neue Abteilung Fachbezogener Erkenntnistransfer (FET) ein, die auf den Vorarbeiten des DZLM aufbaut. Seit Oktober 2022 leitet der Erziehungswissenschaftler Hans Anand Pant diese Abteilung, während das DZLM als Teil der FET von der Mathematikdidaktikerin Susanne Prediger geleitet wird.
Die Abteilung FET verfolgt das übergeordnete Ziel, übergreifende Modelle gelingender Professionalisierung sowie gegenstandsbezogene Programme zu entwickeln und in ihrer langfristigen Wirksamkeit auf mathematisch-naturwissenschaftliche Lehr- und Lernprozesse zu untersuchen. Ein besonderer Schwerpunkt liegt auf der wissenschaftsbasierten, fachbezogenen Professionalisierung von pädagogischen Fachkräften in Kindertagesstätten und von Lehrkräften aller Schulstufen, insbesondere durch qualifizierte Multiplikatoren.

## Arbeitsweise

### Didaktische Grundlagen
Das DZLM entwickelte ab 2011 in einem theoriebasierten Verfahren Gestaltungsprinzipien für wirksame Lehrkräftefortbildungen. Auf Basis nationaler und internationaler Forschung sowie in Abstimmung mit Experten aus Mathematikdidaktik, Bildungsforschung und Fortbildungspraxis wurden sechs zentrale Prinzipien formuliert: Kompetenzorientierung, Teilnehmerorientierung, Lehr-Lern-Vielfalt, Fallbezug, Kooperationsanregung und Reflexionsförderung. Diese Prinzipien bilden das methodisch-didaktische Fundament für DZLM-Fortbildungsmaßnahmen.

### Prinzipien für Unterrichtsqualität
Mit dem Start des bundesweiten Programms QuaMath erfolgte eine Weiterentwicklung und Spezifizierung der didaktischen Grundlagen. Während die ursprünglichen DZLM-Prinzipien auf die Gestaltung von Fortbildungen abzielen, fokussieren die QuaMath-Prinzipien auf Merkmale qualitativ hochwertigen Mathematikunterrichts. Basierend auf den DZLM-Erfahrungen wurden fünf zentrale Prinzipien entwickelt, die Unterricht inhaltlich und didaktisch strukturieren: Kognitive Aktivierung, Verstehensorientierung, Durchgängigkeit, Lernendenorientierung und Adaptivität sowie Kommunikationsförderung.
Diese Entwicklung stellt eine fachliche Ausdifferenzierung dar, die zentrale Erkenntnisse der Fortbildungsforschung in konkrete Leitlinien für die Unterrichtsentwicklung übersetzt. Fortbildung und Unterricht sind im QuaMath-Programm systematisch aufeinander bezogen, um fachlich fundierte, praxisnahe und nachhaltige Schulentwicklung zu ermöglichen. Die Wirksamkeit dieses Ansatzes wird durch aktuelle Fortbildungsforschung gestützt, die die Bedeutung praxisbasierter Fortbildungsansätze zur Förderung produktiver Unterrichtspraktiken bestätigt.

### Netzwerk und Kooperationen
Das DZLM-Netzwerk umfasst aktuell zwölf deutsche Hochschulen sowie das IPN Kiel. Das DZLM arbeitet eng mit den bestehenden Unterstützungssystemen der Bundesländer zusammen und kooperiert mit Landesinstituten und anderen Fortbildungsverantwortlichen. Ein Länderbeirat mit Vertretern aus Bildungsministerien und Landesinstituten aller Bundesländer berät das DZLM in strategischen Fragen.

## Programme

### QuaMath – Unterrichts- und Fortbildungs-Qualität in Mathematik entwickeln
QuaMath ist ein auf zehn Jahre angelegtes Fortbildungsprogramm bundesweites DZLM-Programm (2023–2033) zur nachhaltigen Verbesserung des Mathematikunterrichts in Deutschland – von der Kita bis zum Abitur. Die Fortbildungsinitiative, die im Dezember 2021 von der Kultusministerkonferenz (KMK) verabschiedet wurde, wird vom DZLM koordiniert und wissenschaftlich begleitet.
Das QuaMath-Programm strebt eine umfassende Verbesserung des Mathematikunterrichts durch ein kohärentes, fachbezogenes, forschungsbasiertes und praxisorientiertes Fortbildungskonzept an. Ziel ist es, Schülerinnen und Schüler zum aktiven Denken anzuregen und ihnen ein tieferes Verständnis von Mathematik zu ermöglichen. Durch die Qualifizierung von Multiplizierenden sowie die Fortbildung von Lehrkräften sollen mehr als 10.000 Schulen erreicht und damit eine bundesweite Wirkung erzielt werden.

#### Programmstruktur
Das QuaMath-Programm erstreckt sich über zwei Phasen: Phase 1 (2023–2028) baut Strukturen auf, entwickelt Fortbildungs- und Qualifizierungsmodule und professionalisiert erste Lehrkräfte-Kohorten, die in schulübergreifenden Netzwerken und schulinternen Teams unterstützt werden. Phase 2 (2028–2033) konzentriert sich auf die Optimierung der Strukturen und die Weiterentwicklung der Module auf Grundlage von Forschungsergebnissen.

##### Allgemeinbildenden Schulen
Der Kernbereich des Programms adressiert Mathematiklehrkräfte aller Schulformen und Klassenstufen. Sie absolvieren im ersten Jahr ein einheitliches Basismodul zur Unterrichtsqualität (getrennt nach Primar- und Sekundarstufe), im zweiten Jahr weitere Module zu Themen wie Diagnose und Fördern oder Einsatz digitaler Medien. Ab dem dritten Jahr erfolgt die selbstständige Weiterarbeit mit Online-Modulen. Stand Februar 2025 nehmen 1.681 Schulen mit über 6.000 Lehrkräften teil – deutlich mehr als die ursprünglich geplanten 1.000 Schulen pro Jahr.

##### Frühe mathematische Bildung an Fachschulen
QuaMath für den Elementarbereich setzt nicht direkt in Kindertagesstätten an, sondern bei der Ausbildung pädagogischer Fachkräfte in Fachschulen. Dieser indirekte Ansatz zielt auf nachhaltige Verbesserung der frühkindlichen mathematischen Bildung durch qualifizierte Ausbildung. Das Qualifizierungskonzept umfasst vier zweitägige Präsenz- und zwei halbtägige Onlinemodule mit integrierten Praxisphasen. Im ersten Jahr erproben die Multiplizierenden frühe mathematische Bildung im eigenen Unterricht, ab dem zweiten Jahr führen sie Fortbildungen in Schulteams oder schulübergreifenden Netzwerken durch. Erprobte Unterrichts- und Fortbildungsmaterialien unterstützen die Praxisphasen.

### Weitere Programme
Das DZLM betreibt mehrere spezialisierte Programme: KIRA (Kinder rechnen anders) stellt Materialien zu kindlichen Denkwegen bereit, Mathe sicher können fördert gezielt Schüler mit individuellen Lernbedürfnissen, Primakom bietet Selbstlernmodule für fachfremd unterrichtende Lehrkräfte der Primarstufe, PIKAS entwickelt Materialien und Fortbildungskonzepte zur Förderung prozess- und inhaltsbezogener Kompetenzen sowie zur Schulentwicklung, Mathe inklusiv mit PIKAS unterstützt speziell inklusiven Mathematikunterricht durch adaptierte Materialien und didaktische Konzepte für heterogene Lerngruppen, ProPriMa ermöglicht als Materialfinder den gezielten Zugang zu Unterrichtsinhalten und Angeboten der verschiedenen DZLM-Projekte, DigiProMIN entwickelt als Teil des Kompetenzverbunds lernen:digital Fort- und Weiterbildungsmodule zur digitalisierungsbezogenen Professionalisierung von Lehrkräften in den MINT-Fächern, und MaCo entwickelt Fortbildungen zur Förderung von Verstehensgrundlagen nach Corona.
Während einige Programme primär die Grundschule adressieren (KIRA, Primakom, PIKAS), decken die großen bundesweiten Programme QuaMath und das Startchancen-Kompetenzzentrum Mathematik alle Bildungsstufen von der Kita bis zum Abitur ab. Über digitale Plattformen stellt das DZLM bundesweit Unterrichtsmaterialien und didaktische Hintergrundinformationen kostenlos zur Verfügung.

## Kompetenzzentrum Mathematik im Startchancen-Programm
Seit 2025 fungiert das DZLM als Fachbezogenes Kompetenzzentrum Mathematik (FKOM Mathematik) im Startchancen-Programm, dem größten Bildungsprogramm in der Geschichte der Bundesrepublik Deutschland. Das DZLM wirkte bereits von 2021 bis 2025 als einer von 13 Forschungspartnern an der Bund-Länder-Initiative "Schule macht stark" (SchuMaS) mit, deren Erkenntnisse in das Startchancen-Programm eingeflossen sind. Das Programm investiert jährlich zwei Milliarden Euro (je eine Milliarde von Bund und Ländern) in 4.000 Schulen in sozial herausfordernden Lagen. Das Kompetenzzentrum Mathematik ist Teil des interdisziplinären Chancen-Verbunds unter Leitung von Prof. Dr. Kai Maaz (DIPF), der das Startchancen-Programm wissenschaftlich begleitet. Am Kompetenzzentrum Mathematik sind sieben Institutionen des DZLM-Netzwerks beteiligt: das Leibniz-Institut IPN, die Pädagogische Hochschule Freiburg, die Technische Universität Dortmund, die Universitäten Münster, Osnabrück, Paderborn und Potsdam. Unter der Leitung von Susanne Prediger entwickelt das Kompetenzzentrum themenbezogene Module für verschiedene Schulformen und übernimmt eine zentrale Rolle bei der Sicherung mathematischer Basis- und Kernkompetenzen.

## Herausforderungen und Bewertung
Die Arbeit des DZLM steht vor dem Hintergrund erheblicher Bildungsherausforderungen in Deutschland. Laut IQB-Bildungstrend 2018 erreichten 55,2 Prozent der Neuntklässler nicht die mathematischen Regelstandards. Ende des Schuljahres 2020/2021 konnten 21,8 Prozent der Grundschüler die Mindeststandards nicht erreichten. Das bedeutet einen Anstieg um sechs Prozentpunkte seit 2016. Die internationale TIMSS-Studie 2023 zeigt, dass nur 8,3 Prozent der deutschen Schüler die höchste Kompetenzstufe V erreichen, während es in England und Litauen 20 Prozent sind. Deutsche Mathematiklehrkräfte haben mit Teilnahmequoten zwischen 10,6 Prozent und 29,8 Prozent deutlich geringere Fortbildungsraten als der internationale Durchschnitt.
Bildungsexperten bewerten die DZLM-Programme als innovativ und evidenzbasiert. Gleichzeitig wird diskutiert, dass QuaMath bei optimaler Umsetzung in zehn Jahren nur etwa sechs Prozent aller Mathematiklehrkräfte erreichen kann, während der tatsächliche Fortbildungsbedarf deutlich höher liegt. Das Programm unterscheidet sich von herkömmlichen Fortbildungen durch seinen systematischen Ansatz und die unmittelbare Erprobung des Gelernten im eigenen Unterricht.

## Publikationen (Auswahl)
- Laschke, Christin & Steegh, Anneke (2024): Heterogenous student characteristics as a challenge in professional noticing teachers' diagnostic judgment situations. In: Stahnke, Rebekka & Gegenfurtner, Andreas (Hrsg.): Teacher Professional Vision: Empirical Perspectives. London: Routledge. DOI:10.4324/9781003370604-7.
- Gross, S.; Hankeln, C.; Rösike, K.-A. et al. (2024): How do Expert and Novice Teachers Monitor and Enhance Student Understanding? Qualitative Comparisons Informing the Design of a Digital Formative Assessment Platform. In: Technology, Knowledge and Learning. DOI:10.1007/s10758-024-09755-0.
- Prediger, Susanne; Götze, Daniela; Holzäpfel, Lars; Rösken-Winter, Bettina & Selter, Christoph (2022): Five principles for high-quality mathematics teaching: Combining normative, epistemological, empirical, and pragmatic perspectives for specifying the content of professional development. In: Frontiers in Education, 7, Article 969212. DOI:10.3389/feduc.2022.969212.
- Gasteiger, H.; Brunner, E. & Chen, C. (2021): Basic conditions of early mathematics education – a comparison between Germany, Taiwan and Switzerland. In: International Journal of Science and Mathematics Education, 19(1), S. 111–127. DOI:10.1007/s10763-019-10044-x.
- Griese, B.; Nieszporek, R. & Biehler, R. (2020): Frei verfügbare Materialien für Unterricht und Fortbildung: Stochastik verständnisorientiert unterrichten. In: Stochastik in der Schule, 40(1), S. 10–17.
- Loibl, Katharina; Leuders, Timo & Dörfler, Tobias (2020): A Framework for Explaining Teachers' Diagnostic Judgements by Cognitive Modeling (DiaCoM). In: Teaching and Teacher Education, 91, 103059. DOI:10.1016/j.tate.2020.103059.[28]
- Prediger, Susanne et al. (2019): Investigating and promoting teachers' expertise for language-responsive mathematics teaching. In: Mathematics Education Research Journal, 31(4), S. 367–392. DOI:10.1007/s13394-019-00258-1.
- Biehler, Rolf et al. (Hrsg.) (2018): Mathematikfortbildungen professionalisieren – Konzepte, Beispiele und Erfahrungen des Deutschen Zentrums für Lehrerbildung Mathematik. Wiesbaden: Springer Spektrum. DOI:10.1007/978-3-658-19028-6.[4]
- Rösken-Winter, Bettina et al. (2016): Assistance of students with mathematical learning difficulties: how can research support practice? In: ZDM Mathematics Education, 48(5), S. 633–649. DOI:10.1007/s11858-016-0800-1.
- Rösken-Winter, Bettina; Hoyles, Celia & Blömeke, Sigrid (2015): Evidence-based CPD: Scaling up sustainable interventions. In: ZDM Mathematics Education, 47(1), S. 1–12. DOI:10.1007/s11858-015-0682-7.